# East 17
Az East 17 (egy kis ideig E-17) egy angol fiúegyüttes. Tagjai: John Hendy, Terry Coldwell és Robbie Craig. A csapat korábbi tagjai: Brian Harvey, Tony Mortimer és Blair Dreelan.
A csapat 18 db Top 20-as slágert, 4 db Top 10-es albumot jelentetett meg, és a 90-es évek elején és közepén az egyik legnépszerűbb fiúegyüttes volt az Egyesült Királyságban. Sokan a Take That riválisaként emlegették. Zenéjükben a pop és hiphop elemeit keverték, olyan dalokban, mint a House Of Love, Let It Rain vagy az It's Alright.
A csapat több mint 1,8 millió eladott albumot értékesített az Egyesült Királyságban.

## A zenekar tagjai
Jelenlegi tagok:
- John Hendy
- Terry Coldwell
- Robbie Craig (2014 – jelenleg is )

Korábbi tagok:
- Brian Harvey (1991–1997, 1998–1999, 2006–2010)
- Tony Mortimer (1991–1997, 2006, 2010–2013)
- Blair Dreelan (2011)

## Karrier

### A megalakulás (1991)
Az együttes története 1991-ben kezdődött, miután Tony Mortimer a London Records kiadónál bemutatta saját zenei anyagát, azonban a lemezszerződés csak úgy jöhetett létre, hogy együttest alapítanak oly formában, ahogy azt a lemezkiadó megköveteli tőlük. Így alakult meg az East 17 fiúegyüttes, amely Brian Harvey, John Hendy, Mark Briggs, és Terry Coldwell tagokkal bővült.
A csapat Walthamstowban alakult, mely a postai irányítószáma alapján nevezték el East 17-nek.

### Walthamstow (1992–1993)
A dalok többségét Mortimer írta, melyek gyakran tartalmaztak rap vokálból álló verseket, hogy kiegészítsék Harvey folyékonyabb énekét. A csapatot többször támadták, mint a Take That riválisát, valamint egy "megcsinált" hiphop rap csapatnak tekintették.
A csapat 1992 és 1998 között tizenkét Top 10-es slágert jelentetett meg, melyek az Egyesült Királyság kislemezlistájára kerültek fel. Első debütáló Walthamstow című albumuk az Egyesült Királyság albumlistáján az 1. helyezést érte el. Az első albumról kimásolt House Of Love és a Deep című dal Ausztráliában 1994 elején hét egymást követő hétig slágerlistás 1. helyezett volt, és az Egyesült Királyságban is Top 20-as slágerek voltak. A Let It Rain című dal témája a politikáról, háborúról, békéről, egyenlőségről, szeretetről, és más politikai nézetekről szól.

### Steam (1994)
1994-ben megjelent a csapat 2. stúdióalbuma, melyről csupán egyetlen dal a Stay Another Day volt öt hétig slágerlistás első helyezés, és ez volt a csapat karácsonyi dala is.

### Up All Night (1995–1996)
Következő albumuk az Up All Night című már nem aratott akkora sikert, mint a korábban megjelentek, talán azért, mert az album zeneszerzési feladatait a csapat tagjai között osztották fel, azonban a szövegeket továbbra is Mortimer írta.
1996-ban a csapat megjelentette az If You Ever című dalt, melyet Gabrielle énekesnővel közösen adtak el. A dal az  Around the World Hit Singles: The Journey So Far című válogatás albumon szerepel.

### Mortimer első távozása az együttesből (1997)
1997 januárjában Brian Harvey kábítószerrel való vitába keveredett, amikor azt állította, hogy egy éjszaka során Ecstasy tablettákat vett be. A sajtó az 1995-ben elhunyt Leah Betts esetét vette elő, amikor is a 18 éves angol diáklány a drogok miatt halt meg.
A drogokkal való vita az együttes "szépfiú" képére is rányomta a bélyegét, majd Harveyt elbocsátották a csapatból, majd Mortimer is úgy döntött, hogy kilép az együttesből, mivel a csapat körüli botrányok csak el mérgesítették a helyzetet, így végül a zenekar 1997-ben feloszlott.

### Az első újraegyesülés (1998–1999)
Coldwell és Hendy hatására 1998-ban Harvey visszatért a csapatba, majd szerződést kötöttek a Telstar Records kiadóval, miután otthoni stúdiójában felvett egy anyagot. A csapat neve immár E-17 lett, és az ezalatt megjelent első kislemezük az Each Time volt, mely az Egyesült Királyság kislemezlistáján a 2. helyig jutott. A kezdeti lelkesedés hamar kudarcba fulladt, mivel korábbi sikereiket nem sikerült felülmulniuk, így a következő dal a Betcha Can Not Wait csupán a 12. lett a kislemezlistán, Resurrection című albumuk pedig nem került be a legjobbak közé. A lemezkiadó a csapathoz fűzött reményét elveszítette, így közös munkájuk 1999-ben félbeszakadt.

### Egyéb tevékenységek (1999–2006)
2001-ben Harvey Wyclef Jean Loving You című dalában közreműködött, majd később visszatért a csapat tagjaihoz néhány fellépésre. A Harvey, Coldwell és Hendy által kreaált trió több helyen is fellépett, és koncerteztek Mongóliában is 2005-ben. Harvey 2005 májusában balesetet szenvedett és műtéti beavatkozást igényelt. Ennek következtében súlyos sérüléseket szenvedett, és néhány hétig kómába esett.

### A második újraegyesülés, és Mortimer második távozása (2006–2009)
2006 február 4-én Harvey fellépett az Egyesült Királyság egyik televíziós show műsorában, a CD.UK címűben, ahol bejelentette, hogy az East 17 újra összeáll az eredeti tagokkal. 2006 február közepén a csapat újra összeállt, és május 30-án a londoni Shepherd's Bush Empire-ban fel is léptek, így ez volt az első visszatérő koncertjük. A koncert után ismét bejelentették, hogy Mortimer távozik a csapatból a Harveyval való nézeteltérésük miatt.
A Channel 4 brit televíziós csatorna 2007 májusában sugározta az East 17: The Reunion című dokumentumfilmet, mely az együttes sikereit, bukásait, és az újraegyesítést mutatja be.
A csapat továbbra is trióként működött Mortimer nélkül. 2006 szeptember 24-én a Strathclyde-i Egyetemen játszottak, miután DJ Collin Murray nem tudott részt venni a rendezvényen. A trió kisebb klubokban lépett fel, majd 2008 elején megjelent Fuck That című kislemezük, valamint egy új album az Universalization, azonban a siker elmaradt.
A csapat 2009 június 25-én fellépett a Glastonbury fesztiválon, majd 2009 novemberében a csapat Mortimerrel közösen a Born Free Alapítványt támogatták, majd felléptek a Royal Albert Hallban, és  előadták két legismertebb dalukat, a Deep-et, és a Stay Another Day című slágerüket. Az előadás után a tagok közösen egyetértettek abban, hogy a legjobb lenne, ha soha nem énekelnének együtt, azonban egy 2009-es BBC Rádió interjú során Tony Mortimer megemlítette, hogy újra beszélnek, és szó van 2010-ben egy újabb visszatérésre.

### Mortimer második visszatérése, Harvey távozása, Dreelan érkezése és távozása (2010–2013)
Mortimer 2010-ben visszatért a csapatba, Brian Harvey azonban elhagyta a csapatot, mivel a csapat többi tagjainak állítása szerint többször hiányzott a próbákról. 2011-ben a T-Mobile az East 17 House Of Love című dalát használta egy reklámjában. 2011 áprilisában bejelentették, hogy Blair Dreelann szeptemberben csatlakozott a zenekarhoz, a Back To The Future turnéhoz, majd megjelent a Secret Of My Life című kislemez. 2011 szeptember 28-án Dreelan szerződéses kötelezettségek miatt elhagyta a zenekart, majd ez év november 27-én a román X Factor vendége volt.
Az East 17 5. stúdióalbuma a Dark Light, és az azt követő kislemez az I Can't Get You Off My Mind 2012-ben jelent meg.

### Mortimer harmadik távozása, és Craig érkezése (2013–)
2013-ban Mortimer harmadik alkalommal hagyta el a csapatot, és érkezett Robbie Craig az együttesbe 2014 elején. Ebben az időszakban John Hendy és Terry Coldwell alkotják a zenekart.
A 2015-ös koncertjük csupán 30 fős közönséget vonzott, és ennek hatására a zenekar egy órás késlekedés után kezdte meg játszani legnagyobb slágereiket, reménykedve abban, hogy az időeltolódás több embert fog vonzani a helyszínre. A show után Donagh Corby készített a csapattal interjút, ahol John Hendy arról áradozott, hogy milyen csodálatos volt a show, és milyen csodálatosak az emberek, akik megjelentek a koncertjükön. Robbi Craig hozzátette, hogy a Dubliniak tudják hogy kell szórakozni.
A Young Perspective című interjúban Terry Coldwell megemlítette, hogy új albumot fognak kiadni, és az új kislemezüket egyszerűen Warningnak hívják majd.
2017-ben a csapat megjelentette 6. stúdióalbumát mely a 24/7 nevet kapta. A csapat Ausztráliában közösen lépett fel a Tour Edition keretében a B*Witched zenekarral, ahol részt vett az Atomic Kitten és az S Club 7 együttesek is.

## Koncertek

### Saját
- Letting Off Steam: The Around The World Tour (1994–1995)
- Moscow Olympic Stadium (Moszkva) (1996)

### Közreműködő vendégként
- Australia & NZ Tour (2017)

## Diszkográfia

### Stúdióalbumok
- Walthamstow (1992)
- Steam (1994)
- Up All Night (1995)
- Resurrection (1998)
- Dark Light (2012)
- 24/7 (2017)